# Mangalocypria appendix
Mangalocypria appendix is een mosselkreeftjessoort uit de familie van de Candonidae. De wetenschappelijke naam van de soort is voor het eerst geldig gepubliceerd in 1998 door Wouters.